# Papers from the Department of Botany, University of Queensland
Papers from the Department of Botany, University of Queensland (abreviado Pap. Dept. Univ. Queensland) es una revista científica con ilustraciones y descripciones botánicas que es editada en Brisbane por la Universidad de Queensland. Se publica desde el número 3 desde el año 1954 hasta ahora. Fue precedida por Papers from the Department of Biology, University of Queensland Papers.